# Sofia di Borbone-Francia
Sofia Filippina Elisabetta Giustina di Francia, fille de France (Versailles, 27 luglio 1734 – Versailles, 2 marzo 1782), era la sesta figlia femmina e l'ottava dei figli di Luigi XV di Francia e della sua regina consorte Maria Leszczyńska. Conosciuta dalla nascita come Madame Cinquième, divenne in seguito Madame Sophie.
Sofia possedette, dal 1777, il Ducato di Louvois, insieme a sua sorella Madame Adelaide, che era stato creato per loro dal nipote Luigi XVI.

## Biografia

### L'infanzia

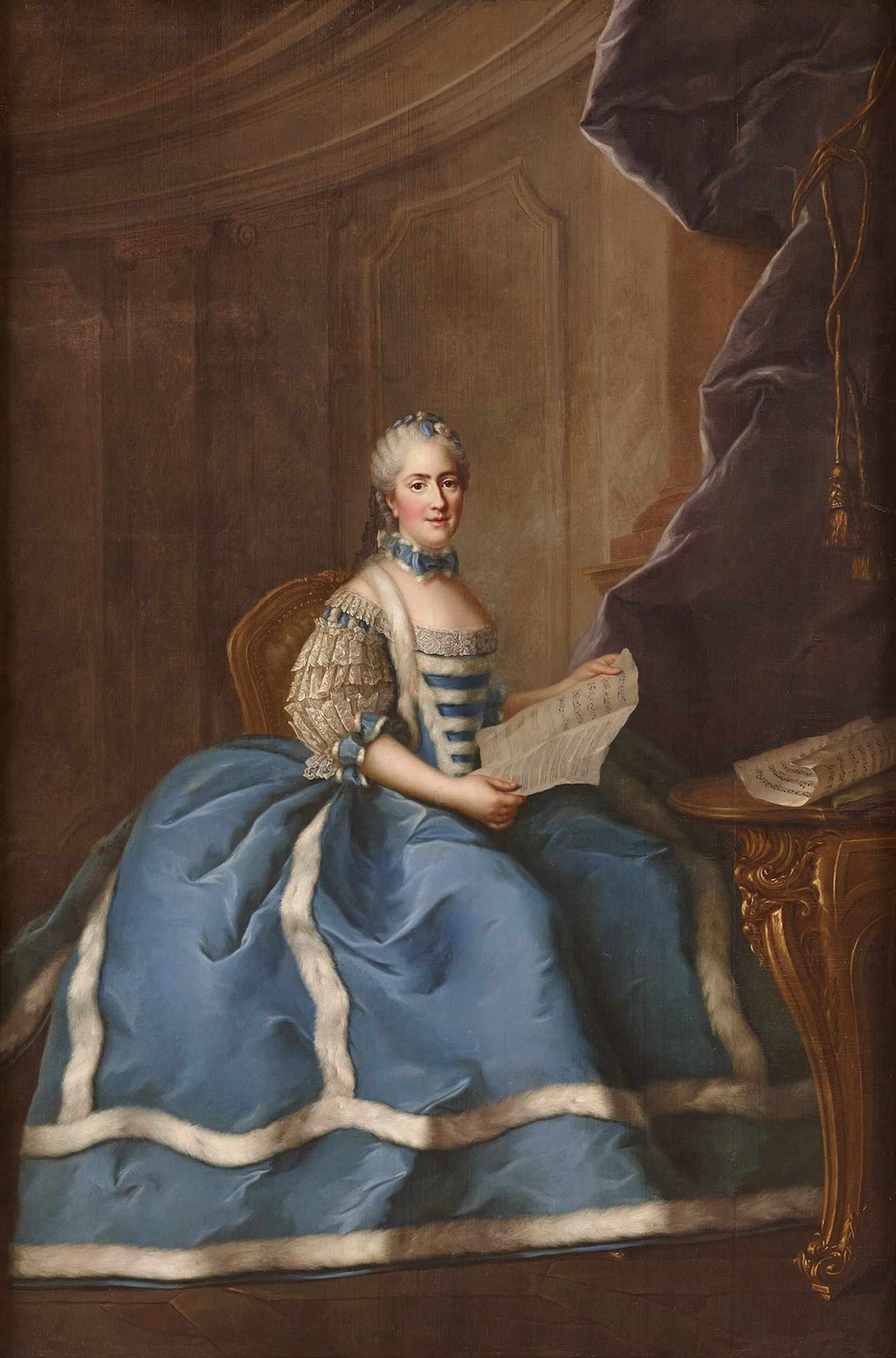
Sofia di Francia ritratta in abito di corte.

Mentre le sue tre sorelle maggiori crebbero e terminarono la loro istruzione a Versailles, lei e le altre furono mandate presso l'abbazia di Fontevraud nel 1738 per essere istruite.
Come le sorelle Adelaide e Vittoria, non si sposò mai e visse sempre alla corte di Versailles.

### Il legame col nipote
Luigi XVI di Francia, rimasto orfano prematuramente e succeduto al trono direttamente al nonno, era particolarmente legato alle zie paterne, che considerava delle vice-madri. Egli inoltre non era mai stato particolarmente legato alla madre vera, Maria Giuseppina di Sassonia, che prediligeva il figlio minore, poi morto bambino.
Sofia e le sorelle tenevano invece particolarmente al timido e impacciato nipote, dandogli appoggio e protezione. Non mostrarono invece mai alcuna simpatia per la moglie Maria Antonietta, che chiamavano in modo dispregiativo "l'Austriaca".
Man mano che invecchiava, al pari di altri famigliari, anche Sofia cominciò a soffrire di una forma di obesità congenita che le rendeva sempre più difficile compiere attività fisica e camminare.

### La morte
Morì nel 1782 di idropisia.
A Sofia quindi il destino risparmiò lo shock e le conseguenze drammatiche della rivoluzione francese che invece vissero e dovettero subire i suoi familiari.
Alla quarta figlia, la principessa Sofia Elena Beatrice, Luigi mise come primo nome quello della cara zia, morta quattro anni prima.

## Ascendenza
|                            |                   |                                         | Genitori                               |  |  | Nonni |  |  | Bisnonni               |  |  | Trisnonni            |  |
|                            |                   |                                         |                                        |  |  |       |  |  | Luigi, il Gran Delfino |  |  | Luigi XIV di Francia |  |
|                            |                   |                                         |                                        |  |  |       |  |  | Luigi, il Gran Delfino |  |  | Luigi XIV di Francia |  |
|                            |                   | Infanta Maria Teresa                    |                                        |  |  |       |  |  | Luigi, il Gran Delfino |  |  |                      |  |
| Luigi, duca di Borgogna    |                   |                                         |                                        |  |  |       |  |  | Luigi, il Gran Delfino |  |  |                      |  |
|                            |                   | Duchessa Maria Anna Vittoria di Baviera | Ferdinando Maria, Elettore di Baviera  |  |  |       |  |  |                        |  |  |                      |  |
|                            |                   | Duchessa Maria Anna Vittoria di Baviera | Ferdinando Maria, Elettore di Baviera  |  |  |       |  |  |                        |  |  |                      |  |
|                            |                   | Duchessa Maria Anna Vittoria di Baviera | Enrichetta Adelaide di Savoia          |  |  |       |  |  |                        |  |  |                      |  |
| Luigi XV di Francia        |                   | Duchessa Maria Anna Vittoria di Baviera |                                        |  |  |       |  |  |                        |  |  |                      |  |
|                            |                   | Vittorio Amedeo II di Sardegna          | Carlo Emanuele II, Duca di Savoia      |  |  |       |  |  |                        |  |  |                      |  |
|                            |                   | Vittorio Amedeo II di Sardegna          | Carlo Emanuele II, Duca di Savoia      |  |  |       |  |  |                        |  |  |                      |  |
|                            |                   | Vittorio Amedeo II di Sardegna          | Maria Giovanna Battista di Savoia      |  |  |       |  |  |                        |  |  |                      |  |
| Maria Adelaide di Savoia   |                   | Vittorio Amedeo II di Sardegna          |                                        |  |  |       |  |  |                        |  |  |                      |  |
|                            |                   | Anna Maria d'Orléans                    | Filippo di Francia, duca d'Orléans     |  |  |       |  |  |                        |  |  |                      |  |
|                            |                   | Anna Maria d'Orléans                    | Filippo di Francia, duca d'Orléans     |  |  |       |  |  |                        |  |  |                      |  |
|                            |                   | Anna Maria d'Orléans                    | Principessa Enrichetta d'Inghilterra   |  |  |       |  |  |                        |  |  |                      |  |
| Sofia Filippina di Francia |                   | Anna Maria d'Orléans                    |                                        |  |  |       |  |  |                        |  |  |                      |  |
|                            | Rafał Leszczyński | Bogusław Leszczyński                    |                                        |  |  |       |  |  |                        |  |  |                      |  |
|                            | Rafał Leszczyński | Bogusław Leszczyński                    |                                        |  |  |       |  |  |                        |  |  |                      |  |
|                            | Rafał Leszczyński | Contessa Anna von Dönhoff               |                                        |  |  |       |  |  |                        |  |  |                      |  |
| Stanislao Leszczyński      | Rafał Leszczyński |                                         |                                        |  |  |       |  |  |                        |  |  |                      |  |
|                            |                   | Anna Jablonowska                        | Principe Stanisław Jan Jabłonowski     |  |  |       |  |  |                        |  |  |                      |  |
|                            |                   | Anna Jablonowska                        | Principe Stanisław Jan Jabłonowski     |  |  |       |  |  |                        |  |  |                      |  |
|                            |                   | Anna Jablonowska                        | Contessa Marianna Kazanowska           |  |  |       |  |  |                        |  |  |                      |  |
| Maria Leszczyńska          |                   | Anna Jablonowska                        |                                        |  |  |       |  |  |                        |  |  |                      |  |
|                            |                   | Jan Karol Opalinski                     | Conte Krzysztof Opaliński              |  |  |       |  |  |                        |  |  |                      |  |
|                            |                   | Jan Karol Opalinski                     | Conte Krzysztof Opaliński              |  |  |       |  |  |                        |  |  |                      |  |
|                            |                   | Jan Karol Opalinski                     | Contessa Teresa Konstancya Czarnkowska |  |  |       |  |  |                        |  |  |                      |  |
| Caterina Opalińska         |                   | Jan Karol Opalinski                     |                                        |  |  |       |  |  |                        |  |  |                      |  |
|                            |                   | Zofia Czarnkowska                       | Conte Adam-Uryel Czarnkowski           |  |  |       |  |  |                        |  |  |                      |  |
|                            |                   | Zofia Czarnkowska                       | Conte Adam-Uryel Czarnkowski           |  |  |       |  |  |                        |  |  |                      |  |
|                            |                   | Zofia Czarnkowska                       | Contessa Teresa Zaleska                |  |  |       |  |  |                        |  |  |                      |  |
|                            |                   | Zofia Czarnkowska                       |                                        |  |  |       |  |  |                        |  |  |                      |  |